# Airton
Pour les articles homonymes, voir Airton (homonymie).
Airton Ribeiro Santos est un joueur de football brésilien né le 21 février 1990 à Rio de Janeiro. Il évolue au poste de milieu défensif.

## Palmarès

### En club
Avec Flamengo :
- Vainqueur de la Coupe Guanabara en 2008
- Vainqueur de la Coupe de Rio en 2009
- Champion de l'État de Rio de Janeiro en 2008 et 2009
- Champion du Brésil en 2009

Avec Benfica :
- Champion du Portugal en 2010
- Vainqueur de la Coupe de la Ligue portugaise en 2010 et 2011